# غابات تبستي جبل العوينات الجافة
غابات تبستي وجبل العوينات هي منطقة إيكولوجية صحاري وشجيرات جافة في الصحراء الشرقية. تحتل منطقة الغابات البيئية منطقتين منفصلتين من المرتفعات، تغطي أجزاء من شمال تشاد وجنوب غرب مصر وجنوب ليبيا وشمال غرب السودان.

## مساحة
تغطي المنطقة البيئية 82200 كيلومتر مربع (31700 ميل مربع) في جبال تيبستي البركانية في تشاد وليبيا، وذروة جبل العوينات التي يبلغ ارتفاعها 1932 مترًا على الحدود بين مصر وليبيا والسودان. المناخ جاف وشبه استوائي، ولكن يمكن أن يصل إلى 0 درجة مئوية على أعلى ارتفاعات خلال فصل الشتاء. هطول الأمطار غير منتظم ولكنه أكثر انتظامًا من الصحراء المحيطة والعديد من الوديان المنخفضة تسقي بالمطر الذي يهطل على ارتفاع أعلى. 
توجد شجرة تاماريكس في هذه المنطقة البيئية

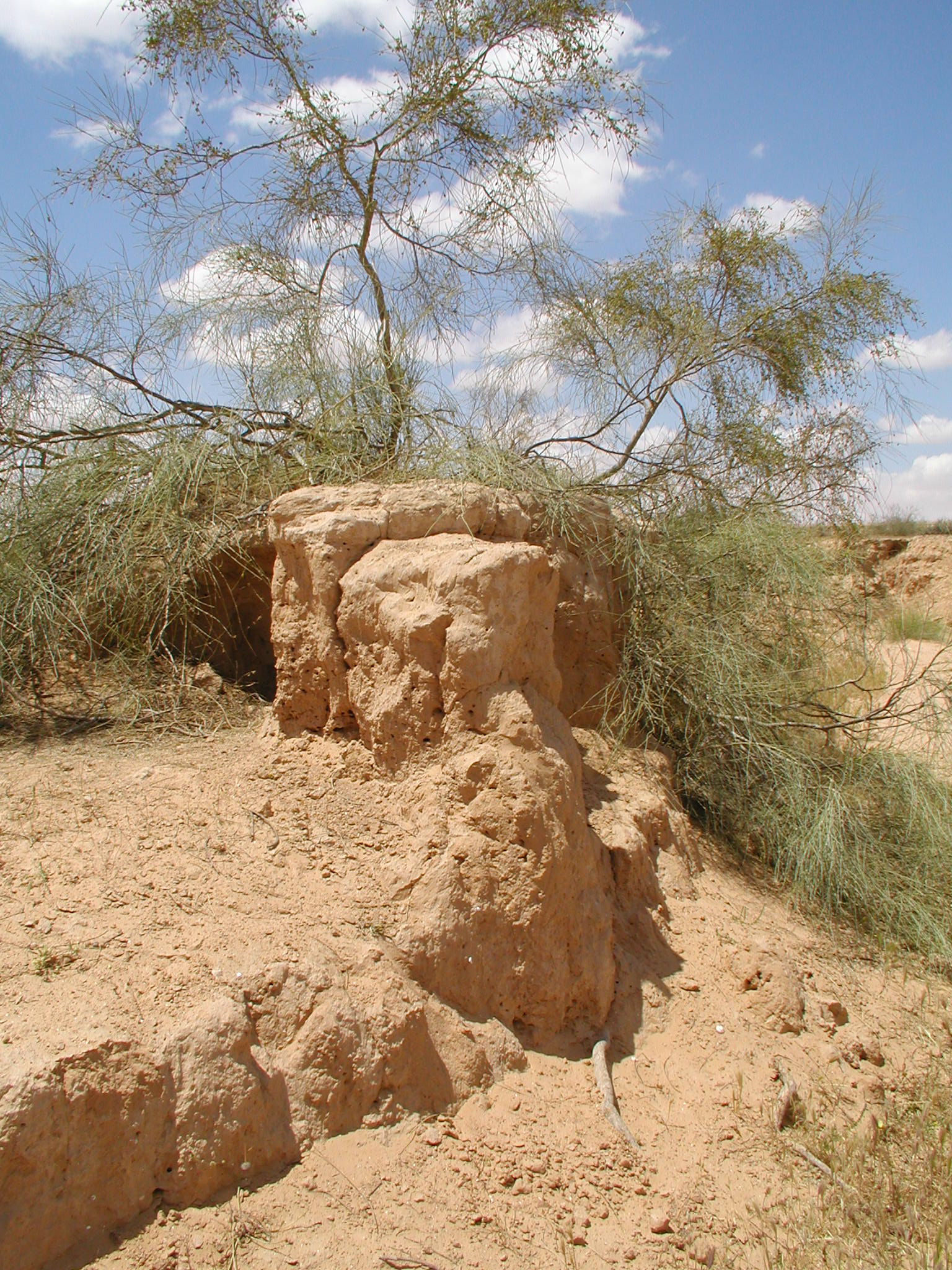
صورة لشجرة الأثل

إن جبال التبستي (وبدرجة أقل كتلة جبل العوينات) تعزز هطول أمطار أعلى وأكثر انتظامًا ودرجات حرارة أكثر برودة من الصحراء المحيطة بها. وهذا يدعم الغابات والأراضي الشجرية لنخيل التمر، والسنط، والصحراء ميرتل، والدفلى، والأثل، والعديد من الأنواع النباتية المتوطنة والنادرة، مثل Ficus teloukat. المنحدرات الشمالية رطبة بدرجة كافية لدعم أنواع الأراضي الرطبة مثل الأسل بحري وعشب البرك والقيصوب جنوبي وكنباث أفرع. 

## الجراد

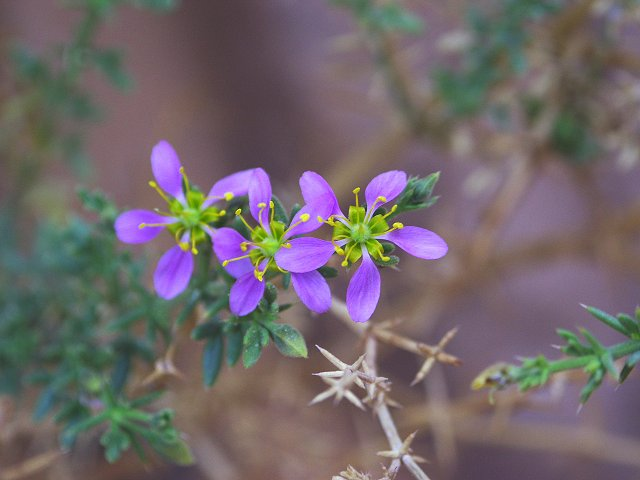
نبتة شكاعة العربية في جبل العوينات

في الموائل التي يهيمن عليها "شويا" و"تريبولوس تيريستريس" في وديان هذه المنطقة، يكون لها دور مهم في دورة حياة الجراد الصحراوي. هذا هو المكان الذي تضع فيه إناث الجراد بيضها، حيث تكون التربة رطبة وعندما تظهر حوريات الجراد، تتغذى أوراق شوايا وتريبولوس، مما يسمح للحوريات بالحصول على ما يكفي من الطعام والماء لتنضج. في بعض السنوات، إذا كانت الظروف مناسبة، يمكن أن تتجمع في أسراب كبيرة، وفي النهاية تتحول إلى وباء يمكن أن يصل إلى مناطق بعيدة في إفريقيا وأوروبا، ويكون له تأثير اقتصادي هائل من خلال تدمير المحاصيل.